# Gospin Otok
Gospin Otok (v chorvatštině Ostrov Panny Marie) je oblast v dalmatském městě Solinu, na říčce Jadro. 

## Popis a historie

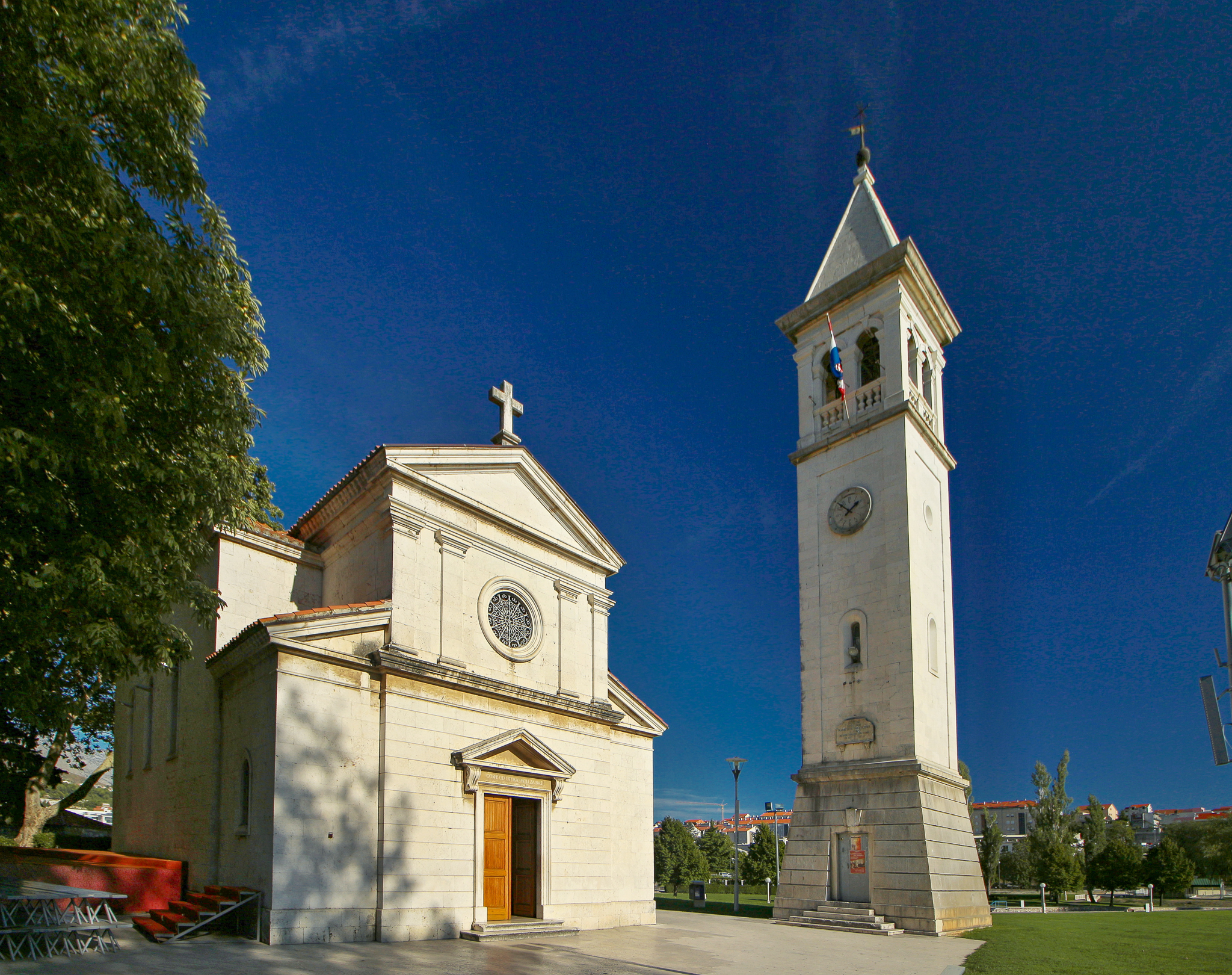
Kostel Panny Marie ostrovské

Pro chorvatský národ má místo zvláštní historický a kulturní význam, neboť jde o významné místo starochorvatských dějin. Někteří historikové se domnívají, že ostrov Panny Marie, obklopený stojatými vodami řeky Jadro v Solinu, byl prvním osídleným místem Chorvaty v tomto kraji. Při výkopových pracích pod oltářem farního kostela byla nalezena poměrně široká římská zeď, což svědčí o tom, že místo bylo osídleno již dříve. 
Chorvatský duchovní a archeolog Frane Bulić (1846–1934) zde během výkopových prací nalezl základy kostela Panny Marie a kostela svatého Štěpána, v němž byli pohřbeni někteří členové chorvatské panovnické rodiny. Z tohoto období se datuje předrománská trolodní bazilika, v níž Bulić nalezl ostatky sarkofágu chorvatské královny Jeleny Slavné.
V roce 1998 se zde při své pastýřské návštěvě Chorvatska setkal papeže Jana Pavla II. s chorvatskou mládeží.